# Cantó de Vendôme-2
El cantó de Vendôme-2 és un cantó francès del departament de Loir i Cher, situat al districte de Vendôme. Té 7 municipis i part del de Vendôme.

## Municipis
- Areines
- Marcilly-en-Beauce
- Meslay
- Sainte-Anne
- Saint-Ouen
- Vendôme (part)
- Villerable
- Villiersfaux

## Història
| Data d'elecció                           | Identitat         | Partit          | Qualitat |
| ---------------------------------------- | ----------------- | --------------- | -------- |
| 1982-1998                                | Robert Girond     | PS              |          |
| 1998-2004                                | Philippe Degeyne  | PS              |          |
| 2004-2006                                | André Gibotteau   | UDF             |          |
| 2006-                                    | Monique Gibotteau | UDF, després NC |          |
| les dades anteriors no són pas conegudes |                   |                 |          |
|                                          |                   |                 |          |